# Chilské pozemní síly
Chilské pozemní síly (španělsky Ejército de Chile) jsou součástí chilských ozbrojených sil. Tato 50 000 armáda (z toho 9 200 branců) je organizována do šesti divizí, speciální operační brigády a letecké brigády. V posledních letech se chilská armáda po několika hlavních programech převybavení stala technologicky nejvyspělejší a nejprofesionálnější armádou v Latinské Americe.
Chilská armáda je většinou zásobována vybavením z Německa, Nizozemska, Švýcarska, Spojených států, Izraele, Francie a Španělska.

## Struktura
- I. armádní divize regiony II a III se sídlem v Antofagastě.
- II. motorizovaná divize: regiony IV, V, VI, VII a metropolitní region Santiago, se sídlem v Santiagu de Chile.
- III. horská divize: Slouží regionům VIII, IX, XIV a X se sídlem ve Valdivii.
- IV. armádní divize: region XI se sídlem v Coyhaique.
- V. armádní divize: Slouží regionu XII se sídlem v Punta Arenas.
- VI. divize armády: Slouží regionům I a XV, se sídlem v Iquique.
- VII. armádní divize

Armádní letecká brigáda: se sídlem v Rancagua (Brigada de Aviación del Ejército). Jedná se o armádní letectvo složené ze 4 praporů a logistické společnosti.
Brigáda zvláštních operací „Lautaro“: se sídlem v Peldehue (Brigada de Operaciones Especiales „Lautaro“). Je to brigáda speciálních sil armády, pojmenovaná po jednom z chilských národních hrdinů.
Výcvikové velitelství (Comando de Institutos y Doctrina)
Divize armádní školy (División Escuelas)
Divize armádního vzdělávání (División de Educación)
Divize armádní doktríny (División de Doctrina)
Command Force Support (Podpora Command Force)
Divize logistiky se sídlem v Santiagu (Divize logistiky armády)
Velení inženýrů
Telekomunikační velení
Příkaz pro infrastrukturu
Velení vojenského průmyslu a techniky
Armádní nezávislé příkazy
Generální velení posádky v Santiagu, sloužící v metropolitní oblasti Santiago, podléhá přímo armádnímu velitelství
Lékařské velení v Santiagu
Armádní generální Personál (Generální štáb armád)
Chilská vojenská mise do Washingtonu
Ředitelství zpravodajství
Ředitelství provozu
Finanční ředitelství
Ředitelství logistiky

## Vybavení
tanky
- Leopard 2A4 172 kusů
- Leopard 1V 120 kusů

BVP
- Marder 1 146 kusů
- YPR-765 139 kusů

OT
- M113 369 kusů
- MOWAG Piranha 275 kusů

Dělostřelectvo
- M-109 48 kusů
- M-101 74 kusů
- M-114 98 kusů